# Маргарет Сенгер
Маргарет Луїз Гіггінс, у шлюбі Сенгер (Зангер, Санджер, Сенджер) Слі (англ. Margaret Higgins Sanger Slee; 14 вересня 1879 — 6 вересня 1966) — американська активістка контрацепції, а також профспілкова активістка, письменниця, освітянка, кінорежисерка, колумністка й медична сестра. 
У 1914 виступила проти абортів у домашніх умовах і запустила газету, де ввела термін «контрацепція». Відкрила першу в США контрацептивну клініку (1916) з лікарками всіх спеціальностей, клініку в Гарлемі з афроамериканським персоналом та заснувала «Міжнародну асоціацію планування сім'ї» (1921). За свою діяльність була заарештована, але отримала шалену підтримку суспільства. Послідовними зусиллями домоглася, щоб Верховний суд США врешті легалізував контрацепцію у 1936 році. 
Невтомно боролася за репродуктивне здоров'я та права жінок власноруч приймати рішення про народження дітей, не будучи покараними за здорову сексуальність небажаною вагітністю. Присуджують премію імені Маргарет Сенгер. В 1981 її внесено до Національної зали слави жінок.

## Біографія
Маргарет Луз Гіггінс народилася в Конінгу, штат Нью-Йорк. Її мати, Анна Персел Гіггінс, переконана католичка, за 22 роки вагітніла 18 разів і народила 11 дітей перед тим, як померла у 45 років від туберкульозу і раку шийки матки. Батько, Майкл Геннесі Гіггінс, був атеїстом і активістом руху за рівноправність жінок і безкоштовну народну освіту. Маргарет, шоста з одинадцяти дітей, провела більшу частину юності, допомагаючи матері з господарством і вихованням молодших. 
Сестри Маргарет сплачували за її навчання у Коледжі Клейверіка, при пансіоні Клейверіка, штат Нью-Йорк, протягом двох років. Однак у 1896 році батько попросив її повернутись, щоб доглядати за хворою матір'ю, яка померла 31 березня 1899 року.
Наприкінці століття мати одного з її друзів з Клаверіка запропонувала їй працювати в госпіталі в Вайт Плейнс, передмісті Нью-Йорка. У 1902 році 23-річна Маргарет Гіггінс одружилася з архітектором Вільямом Сенгером і переїхала з ним до Нью-Йорку. Однак вона заразилася туберкульозом від матері і під час роботи в госпіталі, і пара переїхала в Саранак, штат Нью-Йорк.

### Газети про контрацепцію

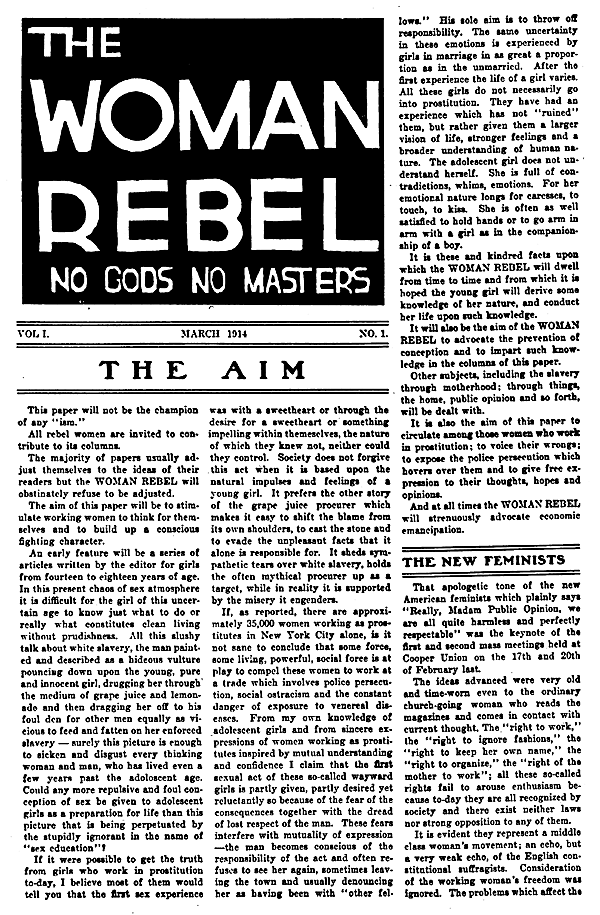
1-й випуск Жіночого бунту, 1914

У 1912 році, після того, як їхній будинок у Гастингсі-на-Гудзоні згорів, Сенгер з чоловіком знову переїхала до Нью-Йорку, де почала працювати медсестрою в Іст-Сайді на Мангеттені. Пара занурилась у радикальну богемну культуру, котра процвітала у Гринвіч-Вілледж, і були залучені до середовища місцевих інтелектуалів, артистів та активістів, таких як Джон Рід, Ептон Сінклер, Мебел Додж і Емма Гольдман. Натхненна оточенням, Маргарет Сенгер написала серії статей з жіночої статевої гігієни «Що повинна знати кожна мати» і «Що повинна знати кожна дівчина» для соціалістичного журналу «Нью-Йоркський заклик» (New York Call).

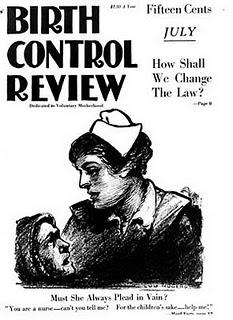
Огляд контрацепції виходив з 1917 по 1929.

З 1914 року Маргарет Сенгер почала випускати «Жіночий бунт» (The Woman Rebel), газету на восьми сторінках, яка пропагувала контрацепцію, використовуючи слоган «Ні богів, ні панів» («No Gods, No Masters»). Сенгер, співпрацюючи з друзями-анархістами, увела термін «контрацепція» (birth control) як більш щиру альтернативу евфемізму «обмеження сім'ї» (family limitation) і оголосила, що «кожна жінка повинна стати абсолютною господинею свого тіла». Однією з цілей «Жіночого бунту» було викликати суспільний резонанс проти законів, що забороняли поширення інформації про контрацепцію. Сенгер також хотіла опублікувати книгу, яка безпосередньо розповість про методи контрацепції (на відміну від «Жіночого бунту», де контрацепція обговорювалася опосередковано), інформація про які була зібрана переважно з європейських видань, і опублікувала памфлет «Обмеження сім'ї» (Family Limitation), прямо порушивши «закони Комстока». «Закони Комстока» забороняли пересилання поштою матеріалів, що містять інформацію, визнану непристойною. До такої належала, зокрема, інформація про протизаплідні засоби, самі протизаплідні засоби і інформація про аборти.

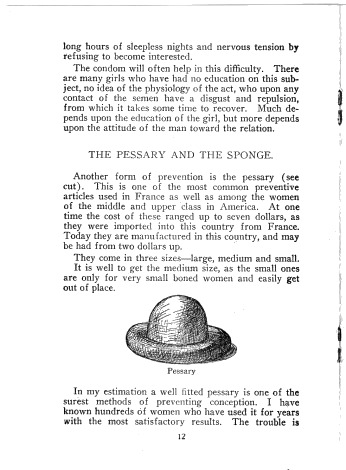
Обмеження сім'ї, 1917, опис маткового ковпачка

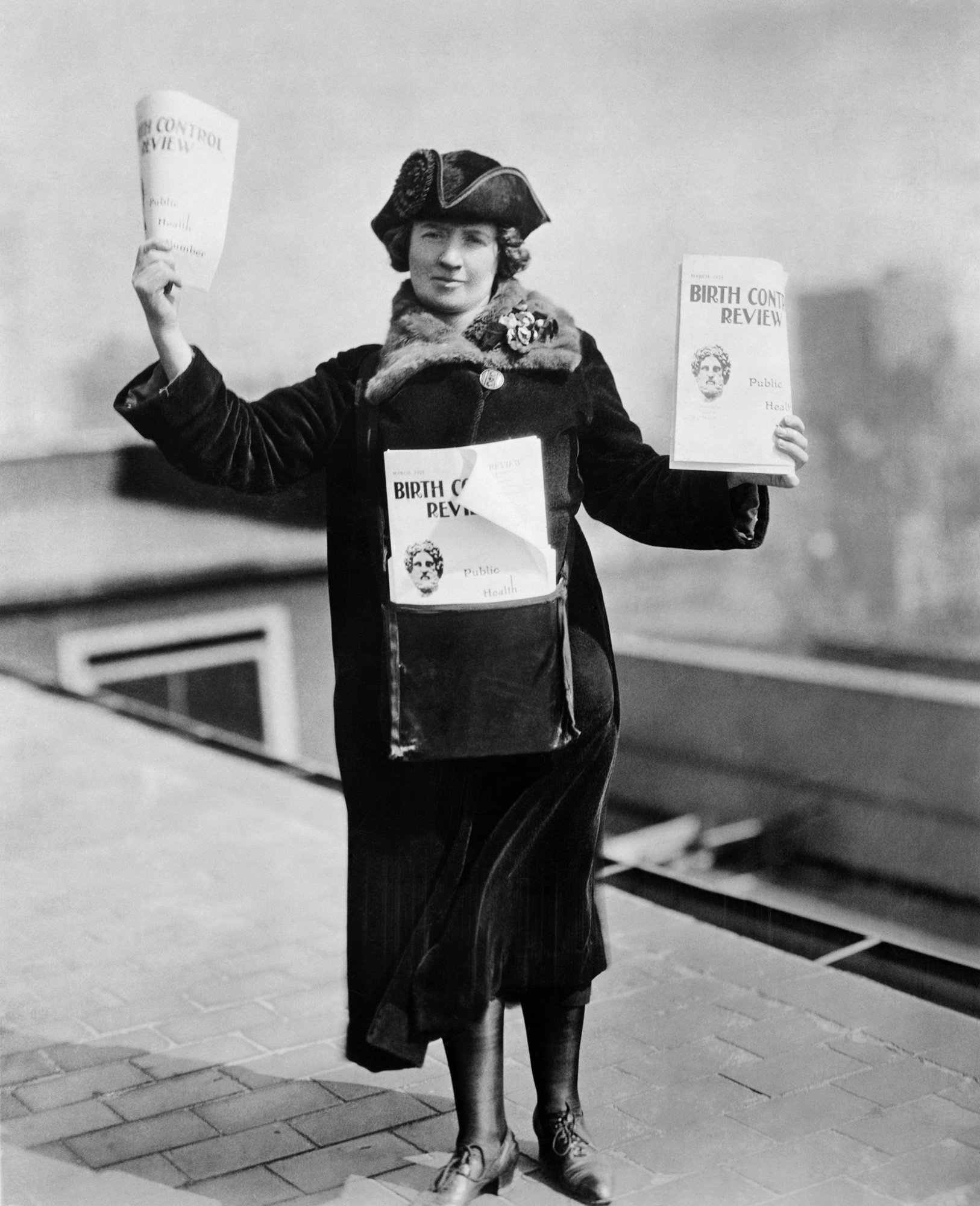
Суфражистка і мисткиня продає «Огляд контрацепції», США, 1925

Сенгер досягла мети, коли в серпні 1914 року її засудили, але обвинувачувачі зосередили увагу на статтях «Жіночого бунту», де Сенгер більше писала про політичні вбивства і шлюби, ніж про контрацепцію. Остерігаючись ув'язнення, де вона втратила б можливості боротьби, вона переїхала до Англії під ім'ям Берта Ватсон, щоб запобігти арешту. У Європі ідеями Гевлока Елліса розширила погляд на жіночу сексуальність без небажаної вагітності  як здорову і звільнюючу, на противагу фрейдистським поглядам. Поки Сенгер жила у Європі, її чоловік поширював копії «Обмеження сім'ї», будучи на посаді нелегального поштового службовця, внаслідок чого був у в'язниці 30 діб. За час відсутності Сенгер на батьківщині росла її підтримка, і в жовтні 1915 вона повернулася у США. Відомий адвокат Клеренс Дерроу запропонував виступити на захист Сенгер безкоштовно, але, боячись тиску громадськості, уряд припинив переслідування на початку 1916 року.

### Контрацептивна клініка
У Європі був ліберальніший погляд на контрацепцію, ніж у США, і коли Сенгер відвідала Голландську клініку з контрацепції в 1915 році, вивчаючи діафрагму, вона переконалася, що це ефективніший засіб контрацепції, ніж супозиторії, і вона захотіла поширювати їх у США. Діафрагм не було в США, і Сенгер зі своїми прибічниками почала їх імпортувати з Європи, порушуючи закони.
У 1916 році Сенгер опублікувала статтю «Що повинна знати кожна дівчина» (What Every Girl Should Know), яка зачіпала такі теми, як менструація і сексуальність. У 1917 році вона почала публікувати щомісячне видання «Огляд контрацепції» (The Birth Control Review).

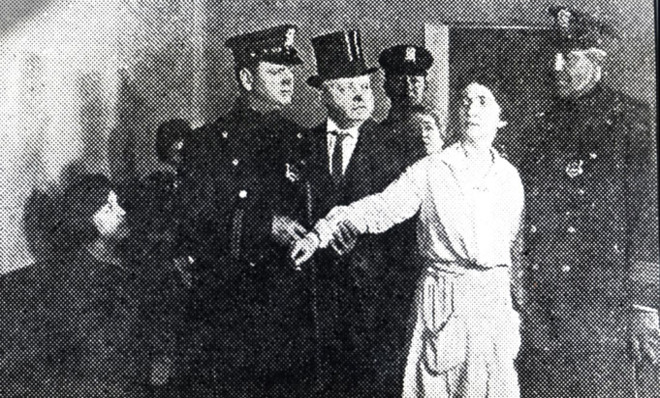
Арешт Маргарет Сенгер у її Браунсвільській клініці, 1916

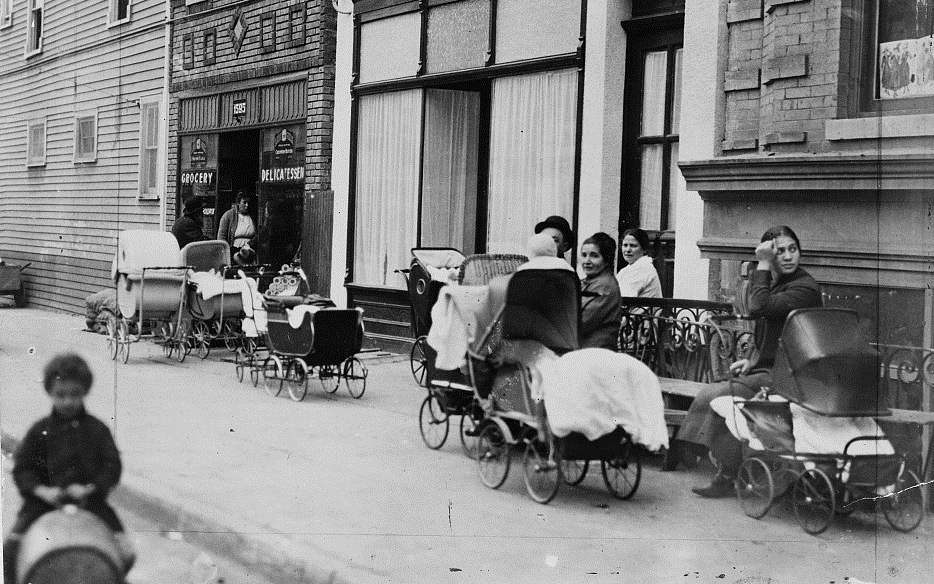
Жінки біля клініки Сенгер через 10 днів після її відкриття, 27 жовтня 1916

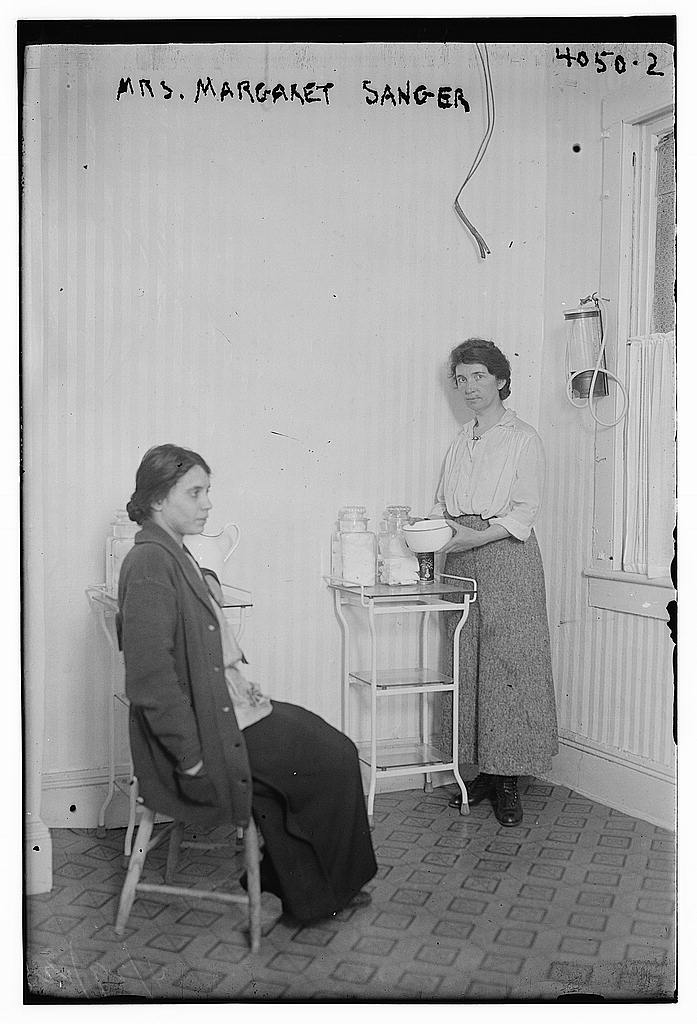
Маргарет Сенгер та у клініці, жовтень 1916

16 жовтня 1916 року Сенгер відкрила клініку планування сім'ї та контрацепції на вулиці Амбой 46 у передмісті Браунсвіль у Брукліні, першу у своєму роді на території США. Через 9 днів після відкриття клініки Сенгер заарештували за порушення закону штату Нью-Йорк, що забороняв поширення контрацептивів. Суд відбувся в січні 1917 року. Її засудили, і суддя запропонував винести м'якший вирок, якщо вона пообіцяє не порушувати закон знову, на що Сенгер відповіла: «Я не можу поважати закон, який існує сьогодні». Її засудили до 30 днів виправних робіт. Перша апеляція була відхилена, другий суд відбувся в 1918 році, і рух контрацепції здобув перемогу, коли суддя Нью-Йоркського Апеляційного суду Фридерик Крейн видав закон, що дозволяє лікарям приписувати контрацепцію. Показовість, якою був оточений арешт Сенгер, її суд, повторний розгляд справи сприяли підвищенню активності руху. Рух здобув підтримку безлічі добровольців, які підтримали Сенгер і стали для неї надійною підтримкою у майбутньому.
Сенгер віддалилася від свого чоловіка в 1913 році, офіційне розлучення відбулося в 1921 році. Під час розриву стосунків вона мала зв'язки з Еллісом Гевлоком і Г. Велзом. У 1922 році Сенгер пошлюбила нафтового магната Ноа Слі (Noah Slee) і залишалася в цьому шлюбі до 1943 року. Капітал Слі допоміг Сенгер здійснювати свою діяльність.

### Масштабування організацій. Книги
У 1921 році Сенгер заснувала Американську лігу контрацепції (American Birth Control League) з метою розширення числа своїх прибічників, включаючи середній клас. Основоположними принципами Ліги було: Ми хочемо, щоб діти 1) були зачаті з коханням; 2) народжені матір'ю по усвідомленому бажанню; 3) для їх народження були б забезпечені умови здорової спадковості. Таким чином, ми стоїмо за те, що кожна жінка повинна володіти силою і свободою запобігти зачаттю, за винятком випадків, коли ці умови будуть задоволені.
Після того, як Сенгер виявила, що закон звільнив лікарів від заборони на поширення контрацепції для жінок, якщо вона запропонована за медичними показаннями, у 1923 році вона заснувала Клінічне дослідницьке бюро (Clinical Research Bureau), використовуючи дану лазівку у законі. Бюро стало першою легальною клінікою з контрацепції в США, воно було повністю укомплектоване жіночим персоналом лікарок і соціальних працівниць. Клініка отримувала фінансування від сім'ї Рокфеллерів, які продовжували фінансування справи Сенгер протягом десятиліття, проте робили це анонімно, щоб уникнути соціального вибуху проти їх прізвища. У 1922 році Сенгер здійснила поїздки до Китаю, Кореї і Японії. Згодом, працюючи з Перл Бак, відкрила клініку планування сім'ї у Шанхаї. Сенгер відвідувала Японію шість разів, співпрацюючи з японською феміністкою Като Шидзю, просуваючи ідею контрацепції.
У 1926 році Сенгер прочитала лекцію з контрацепції для жіночого відділення Ку-клукс-клану в Сілвер-Лейк (Silver Lake), штат Нью-Джерсі. Вона згадує цю подію як «один з найхимерніших експериментів серед своїх виступів» і додає, що використовувала тільки «найпростіші терміни, зрозумілі навіть дитині». Виступ Сенгер було добре сприйнято групою, і в результаті «були отримані пропозиції від дюжини подібних груп».
Сенгер багато працювала з громадськістю. З 1916 року вона часто виступала в церквах, жіночих клубах, будинках, театрах — для робітників, священнослужителів, лібералів, соціалістів, вчених і жінок — представниць вищого класу.
У 1920-х вона написала кілька книг, які мали загальнонаціональне значення для просування ідеї котрацепції. Між 1920 і 1926 роками був проданий тираж у 567000 примірників книг «Жінка і нова раса» (Woman and the New Race) та «Поворот цивілізації» (The Pivot of Civilization).
У 1928 році виник конфлікт у керівництві руху, який привів Сенгер до відмови від посади президента Американського бюро контрацепції, перебуваючи на посаді голови Клінічного дослідницького бюро, вона перейменувала його в Клінічне дослідницьке бюро з контрацепції, було покладено початок розколу в русі, який тривав аж до 1938 року.
У 1929 році Джеймс Х. Хаберт, чорношкірий соціальний працівник і лідер Нью-Йоркської Міської Ліги (Urban League) попросив Сенгер відкрити клініку в Гарлемі. У 1930 році Сенгер, використавши кошти фонду Джуліуса Розенвальда, відкрила клініку, укомплектовану афроамериканськими лікарями. Клінікою керувала дорадча колегія з 15 членів, які були афроамериканськими лікарями, медсестрами, клерками, журналістами і соціальними працівниками. Клініка рекламувалася в афроамериканській пресі і в афроамериканських церквах.

### Декриміналізація контрацепції. Ера планування сім'ї

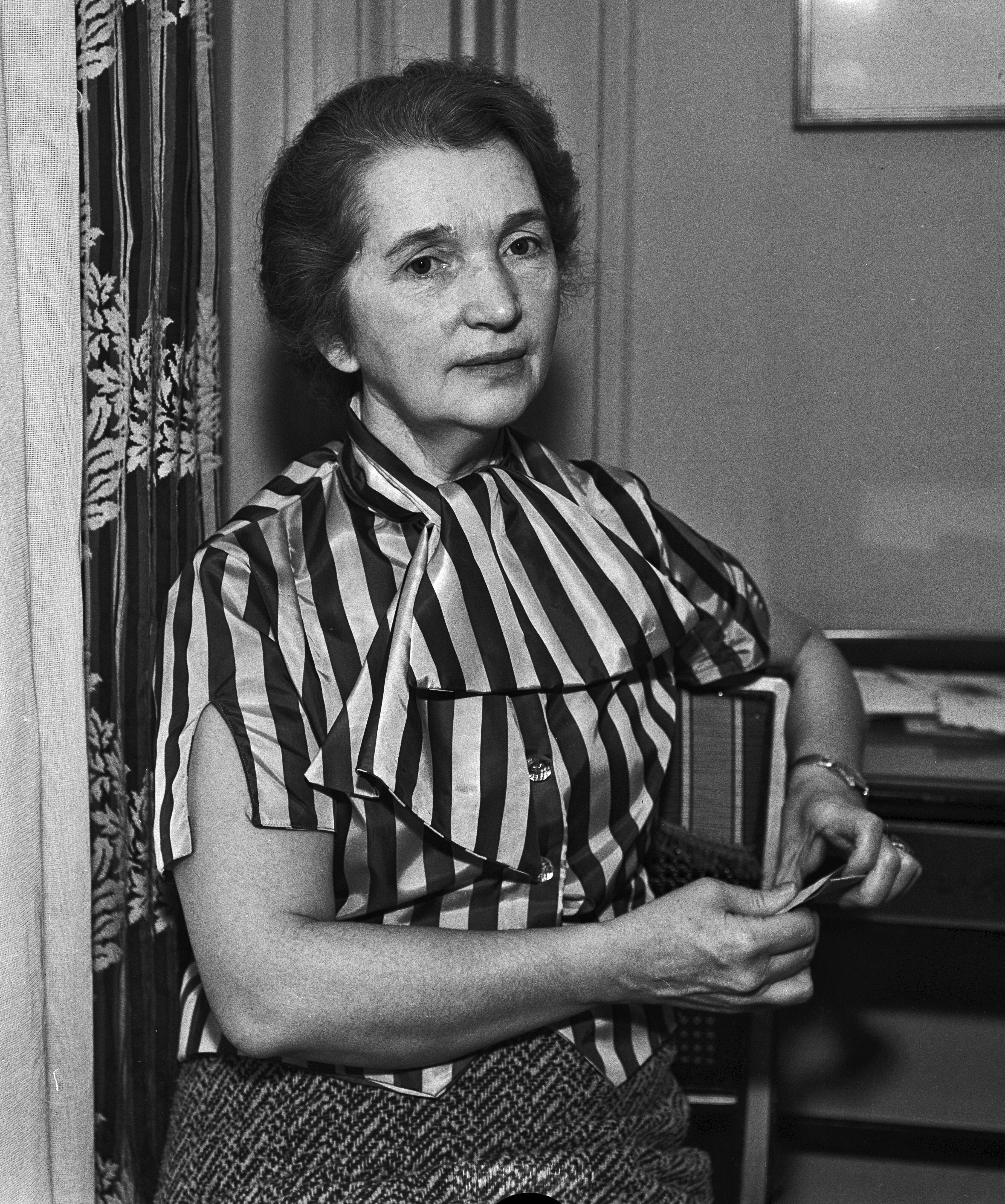
Відвідуючи Нью-Йорк із лекціями про контрацепцію, 1928

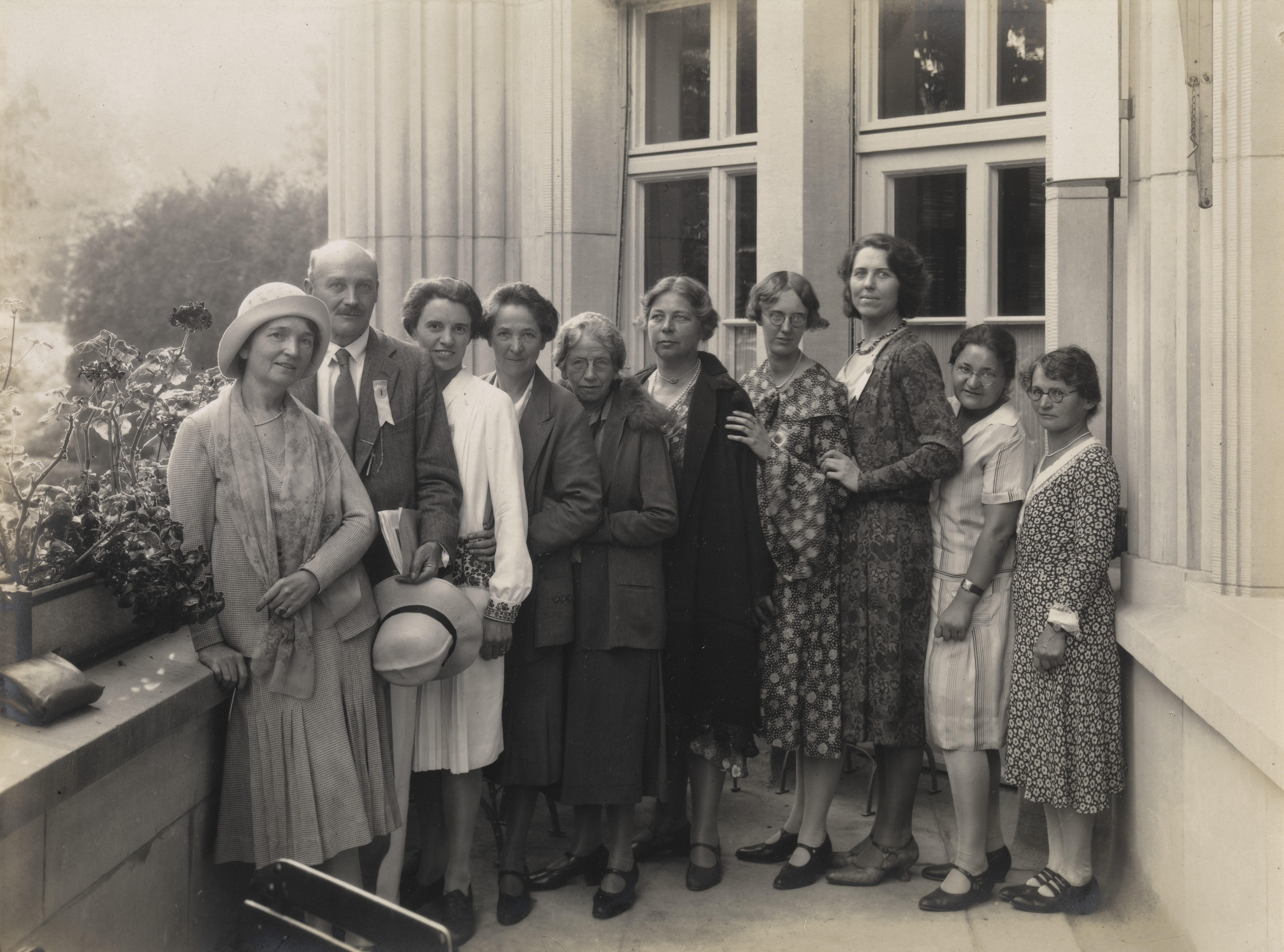
Конференція з контрацепції в Цюриху, 1930

У 1929 році Сенгер заснувала Національний комітет Федерального законодавства з контрацепції для лобіювання в законодавстві скасування обмежень на контрацепцію. Ця спроба зазнала невдачі. Тоді Сенгер у 1932 році замовила діафрагму в Японії з метою провокувати вирішальну битву в судах. Діафрагма була конфіскована урядом США, і подальша тяжба Сенгер до законодавства призвела в 1936 році до рішення суду, який скасував закон Комстока, що забороняв лікарям використовувати контрацептиви. Ця перемога в суді послужила причиною того, що в 1937 році Американська Медична Асоціація схвалила контрацепцію у якості звичайної медичної послуги і ключового компонента програми медичної школи.
Ця перемога в суді в 1936 році була кульмінацією у боротьбі Сенгер і дала їй можливість у віці 50 років переїхати до Тусона, штат Аризона, де вона намагалася грати менш важливу роль у русі за контрацепцію. Однак, всупереч своїм намірам, вона залишалася в активі руху до 1950-х років.
У 1937 році Сенгер стає головою щойно створеної Американської ради з контрацепції (Birth Control Council of America) і намагається згладити розкол між Американським бюро з контрацепції і Клінічним дослідницьким бюро з контрацепції. Її спроба увінчалася успіхом, і дві організації об'єдналися в 1939 році як Американська федерація з контрацепції (Birth Control Federation of America). Продовживши роботу на посаді президента, вона більше не мала тієї влади, яку мала в роки зародження руху, і в 1942 році консервативніші сили організації перейменували її в Американську федерацію планування сім'ї (Parenthood Federation of America). Назва, проти якої Сенгер заперечувала, як проти надто евфемістичної.

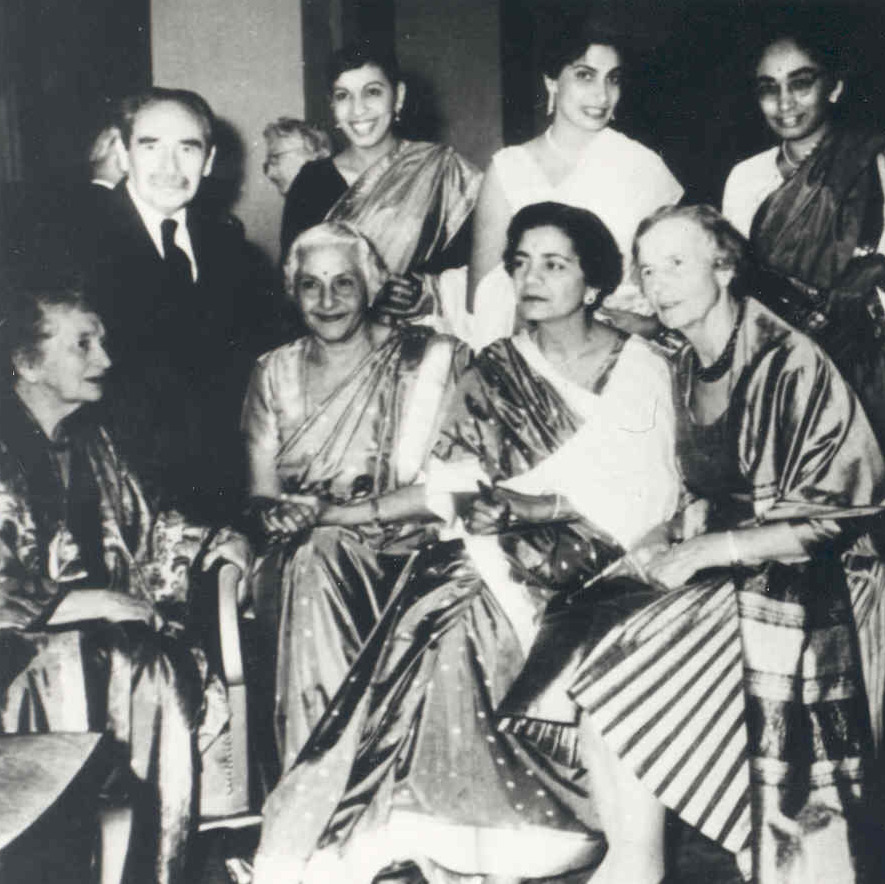
Міжнародна федерація планування сім'ї, 1952. Маргарет Сенгер та Індіра Ганді

З 1939 по 1942 роки Сенгер була почесною делегаткою на «Birth Control Federation of America», граючи керівну роль, поряд з Мері Ласкер і Кларенс Гембл (Clarence Gamble), беручи участь у «Чорному Проєкті» (Negro Project) — спробі контролювати народжуваність бідних афроамериканців. Для його здійснення було залучено кілька чорношкірих священників, які їздили півднем США і проповідували контрацепцію серед афроамериканців.
У 1946 році Маргарет Сенгер заснувала Міжнародний комітет планування сім'ї (International Committee on Planned Parenthood), у 1956 році перетворений у Міжнародну федерацію планування сім'ї, яка незабаром стала найбільшою у світі міжнародною неурядовою організацією з планування сім'ї. Сенгер очолювала організацію до 80-річного віку.
На початку 1950-х Сенгер схвалила філантропку Кетрін Мак-Комік у її намірі субсидувати біолога Грегорі Пінкуса для розробки протизаплідних пігулок.
Маргарет Сенгер померла в 1966 році від гострої серцевої недостатності в Туксоні, штат Аризона, у 86 років, у рік, відзначений піком її 50-річної кар'єри: Верховний Суд США у справі Грісвольда проти Коннектикуту легалізував контрацепцію. Похована в Фішкіллі, поруч зі своєю сестрою Нана Гіггінс і другим чоловіком Ноа Слі.
Вона відійшла, отримавши широку популярність як засновниця сучасного руху контрацепції.

## Спадок

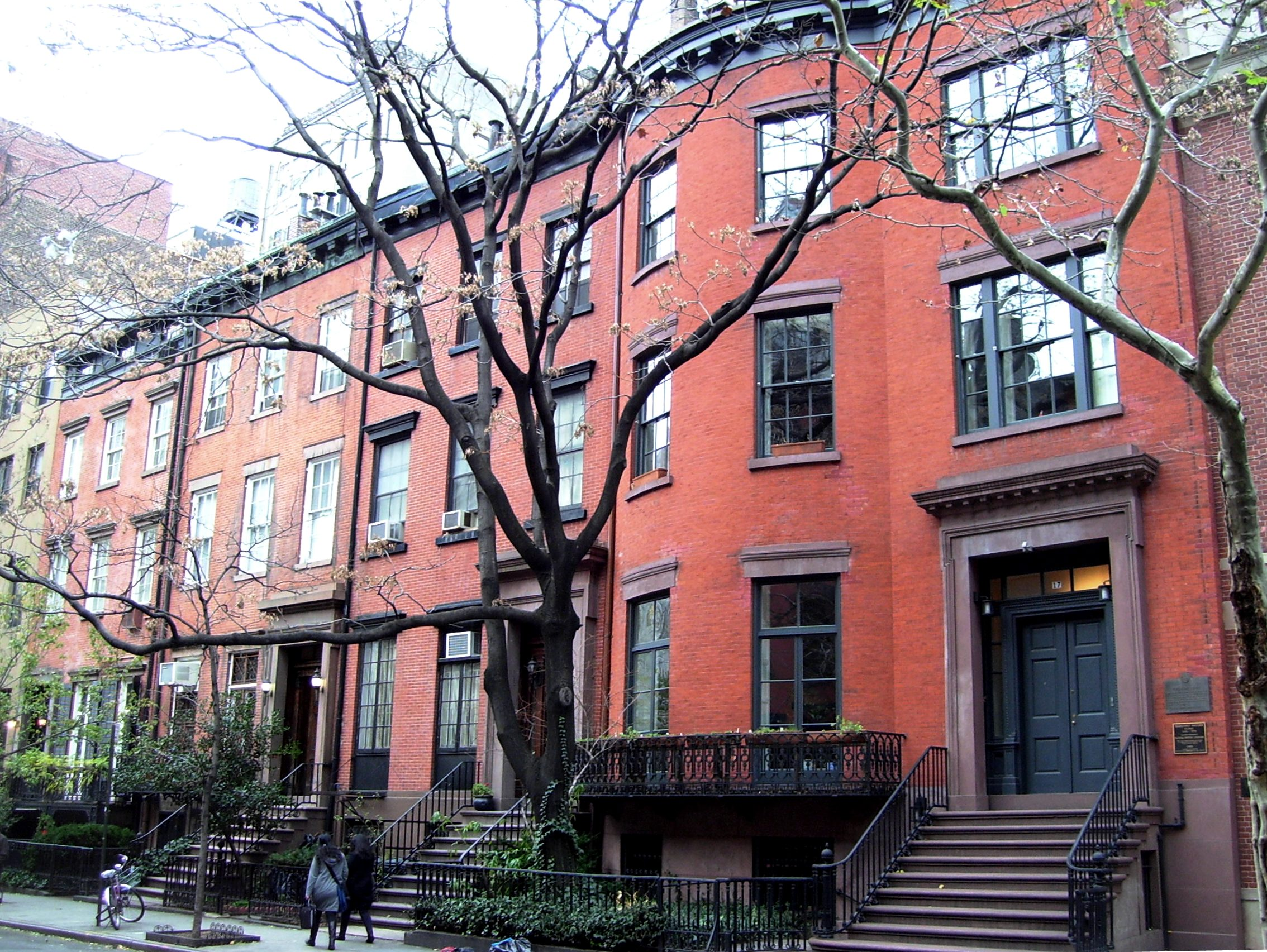
Клінічне дослідницьке бюро контрацепції, яким керувала Сенгер з 1930 по 1973

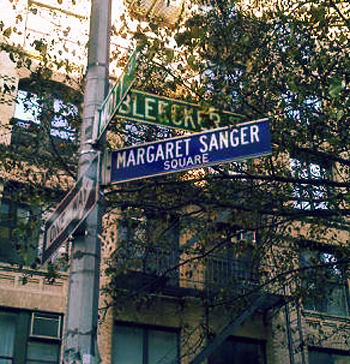
Площа Маргарет Сенгер, на перетині Мотт Стріт і Блікер стріт

Історію Маргарет Сенгер описували багато біографів, серед яких робота Девіда Кеннеді 1970 року, за яку була присуджена премія. Було знято фільми, зокрема, «Вибір серця: Історія Маргарет Сенгер». Праці Сенгер зберігаються в двох університетах і Коледжі Сміта. Уряд та інші організації увічнили ім'я Маргарет Сенгер назвою її ім'ям кількох об'єктів, таких як житловий комплекс Університету Стоуні-Брук, читальний зал бібліотеки Коледжу Веллеслі (Wellesley College's), і сквер Маргарет Сенгер у Грінвіч-Віллідж у Нью-Йорку.
У 1993 році клініка Маргарет Сенгер (Margaret Sanger Clinic), де вона почала надавати послуги в Нью-Йорку в середині ХХ століття, була відзначена Національною Парковою службою як національна пам'ятка.
У 1966 році Міжнародна асоціація планування сім'ї стала присуджувати щорічну премію імені Маргарет Сенгер «особистості, що відзначилася і визнана лідером у боротьбі за репродуктивне здоров'я та репродуктивні права». Премією були нагороджені Джон Д. Рокфеллер III, Кетрін Гепберн, Джейн Фонда, Гілларі Клінтон і Тед Тернер.

## Погляди
Маргарет Сенгер вважала, що оскільки жінки стали займати рівне становище в суспільстві з чоловіками, вони у змозі самостійно ухвалювати рішення про народження дітей.

### Жіноча сексуальність
Під час подорожі Європою у 1914 році Сенгер познайомилася з сексологом Гевлоком Еллісом. Під його впливом Сенгер відкинула погляд Фрейда на сексуальність в обмін на погляд, що сексуальність — це потужна сила, яка звільняє. Це дало Сенгер ще один аргумент на підтримку контрацепції: жінкам необхідно реалізовувати найважливішу психологічну потребу в задоволенні сексуальних бажань, не боячись небажаної вагітності. Сенгер вірила, що жіноча сексуальність обговорюватиметься з більшою відкритістю.

### Аборти
Сенгер була прихильницею планування сім'ї будь-якими методами, що дуже докладно описується в її книзі «Woman and the New Race». Вона прямо пише: «Наймилосердніше, що велика сім'я може зробити для свого немовляти — це вбити його». Вона зазначає, що аборти є більш шкідливими для здоров'я жінки, ніж контрацепція, але вважає, що жінка повинна вживати будь-яких заходів, щоб обмежити кількість своїх дітей заради свого прагнення до свободи і захисту вже наявних дітей.
Рух проти абортів часто звинувачує Сенгер за її погляди на расу, аборти та євгеніку.

### Євгеніка та раса
Євгенічні погляди були поширені в суспільстві того часу. Сенгер вважала, однак, що сама по собі євгеніка неефективна і тільки з контрацепцією може досягти своїх цілей. Вона пропонувала вирішувати проблеми євгеніки через жорстку імміграційну політику, вільне використання контрацепції, повне право на планування сім'ї для вільно-розумних і сегрегацію, стерилізацію або примусову контрацепцію для верств населення, які вважалися непридатними для відтворення. До них вона в різних своїх роботах відносила людей з невиліковними спадковими захворюваннями, розумово відсталих,   жителів бідних районів, уражених соціальними хворобами. Сенгер також вважала, що світлошкіра раса має перевагу над «кольоровими» расами, і пропонувала примусову стерилізацію для чорних, євреїв, іммігрантів з Південної Європи і слов'ян.

## Праці
Книги і памфлети
- What Every Mother Should Know — Originally published in 1911 or 1912, based on a series of articles Sanger published in 1911 in the New York Call, which were, in turn, based on a set of lectures Sanger gave to groups of Socialist party women in 1910-11.[79] Multiple editions published through the 1920s, by Max N. Maisel and Sincere Publishing, with the title What Every Mother Should Know, or how six little children were taught the truth …. Online [Архівовано 24 лютого 2021 у Wayback Machine.] (1921 edition, Michigan State University)
- Family Limitation — Originally published 1914 as a 16 page pamphlet; also published in several later editions. Online [Архівовано 4 березня 2021 у Wayback Machine.] (1917, 6th edition, Michigan State University)
- What Every Girl Should Know — Originally published 1916 by Max N. Maisel; 91 pages; also published in several later editions. Online [Архівовано 7 березня 2022 у Wayback Machine.] (1920 edition); Online [Архівовано 27 лютого 2021 у Wayback Machine.] (1922 ed., Michigan State University)
- The Case for Birth Control: A Supplementary Brief and Statement of Facts ‎ May 1917, published to provide information to the court in a legal proceeding. Online [Архівовано 8 жовтня 2019 у Wayback Machine.] (Google Books)
- Woman and the New Race, 1920, Truth Publishing, forward by Havelock Ellis. Online [Архівовано 13 березня 2007 у Wayback Machine.] (Harvard University); Online (Project Gutenberg); Online [Архівовано 1 травня 2016 у Wayback Machine.] (Google Books)
- Debate on Birth Control — 1921, text of a debate between Sanger, Theodore Roosevelt, Winter Russell, George Bernard Shaw, Robert L. Wolf, and Emma Sargent Russell. Published as issue 208 of Little Blue Book series by Haldeman-Julius Co. Online [Архівовано 25 лютого 2021 у Wayback Machine.] (1921, Michigan State University)
- The Pivot of Civilization, 1922, Brentanos. Online (1922, Project Gutenberg); Online [Архівовано 5 серпня 2020 у Wayback Machine.] (1922, Google Books)
- Motherhood in Bondage, 1928, Brentanos. Online [Архівовано 22 травня 2020 у Wayback Machine.] (Google books).
- My Fight for Birth Control, 1931, New York: Farrar &amp; Rinehart
- An Autobiography. — New York, NY : Cooper Square Press, 1938. — ISBN 0-8154-1015-8.

Періодичні видання
- The Woman Rebel — Seven issues published monthly from March 1914 to August 1914. Sanger was publisher and editor.
- Birth Control Review — Published monthly from February 1917 to 1940. Sanger was Editor until 1929 року, when she resigned from the ABCL.[80] Not to be confused with Birth Control News, published by the London-based Society for Constructive Birth Control and Racial Progress.

Збірники та антології
- Sanger, Margaret, The selected papers of Margaret Sanger, Volume 1: The Woman Rebel, 1900—1928, Esther Katz, Cathy Moran Hajo, Peter Engelman (Eds.), University of Illinois Press, 2003
- Sanger, Margaret, The selected papers of Margaret Sanger, Volume 2: Birth Control Comes of Age, 1928—1939, Esther Katz, Cathy Moran Hajo, Peter Engelman (Eds.), University of Illinois Press, 2007
- Sanger, Margaret, The selected papers of Margaret Sanger, Volume 3: The Politics of Planned Parenthood, 1939—1966, Esther Katz, Cathy Moran Hajo, Peter Engelman (Eds.), University of Illinois Press 2010
- Праці Маргарет Сенгер у проєкті «Гутенберг»
- The Margaret Sanger Papers at Smith College [Архівовано 27 травня 2011 у Wayback Machine.]
- The Margaret Sanger Papers Project at New York [Архівовано 3 жовтня 2019 у Wayback Machine.] University
- McElderry, Michael J. (1976). Margaret Sanger: A Register of Her Papers in the Library of Congress. Manuscript Division, Library of Congress. Архів оригіналу за 3 квітня 2005. Процитовано 30 березня 2009.
- Correspondence between Sanger and McCormick, from The Pill documentary movie; supplementary material, PBS, American Experience (producers). online [Архівовано 28 лютого 2017 у Wayback Machine.].